# 391
Pour le magazine, voir 391 (magazine).
Cette page concerne l'année 391  du calendrier julien. Pour l'année 391 av. J.-C., voir 391 av. J.-C. Pour le nombre 391, voir 391 (nombre).
L'année 391 est une année commune qui commence un mercredi.

## Événements
- 27 février, Milan : un édit de Théodose interdit aux particuliers des sacrifices païens, de visiter les temples, et d'adorer les idoles[1].
- 9 mai, Concordia[2] : loi de Théodose vouant les apostats a l'infamie[1].
- 27 mai : Théodose est à Vicence[2].
- 17 juin, Aquilée : un édit de Théodose adressé au préfet d'Égypte Evagrius et au comte Romanus reprend en l'aggravant la constitution du 24 février, qui interdit aux païens l’accès à leurs temples et toutes les cérémonies du culte païen, dans le diocèse d’Orient ; les gouverneurs de province et leurs officiers risquent une amende de 15 livres d'or[1]. En Égypte, le patriarche d’Alexandrie Théophile est chargé d’appliquer l’édit. Les temples sont détruits ou transformés en églises. Les statues sont brisées ou transportées à Constantinople. À Alexandrie la Bibliothèque est incendiée et le Sérapéum est détruit[3],[4].
- 1er juillet : loi adressée par Valentinien II, Théodose et Arcadius ad provinciales, qui autorise la légitime défense contre les soldats déserteurs, vagabonds et brigands de grands chemins[5] ; elle est peut-être en relation avec les désordres en Macédoine.
- Juillet : retour de Théodose à Constantinople où sa présence est attesté le 18 juillet[6].
- 18 novembre : dédicace de la nouvelle basilique Saint-Paul-hors-les-Murs à Rome[7].
- 20 décembre, Constantinople : Théodose interdit sous peine de proscription tout sacrifice défendu à l’intérieur comme à l’extérieur des temples[1].

- Kwanggaet'o Wang dit le Grand monte sur le trône du royaume de Koguryo, au nord de la Corée (roi jusqu'en 412)[8].
- Une armée du Yamato (Japon) aurait fait une expédition au sud de la Corée[9].

## Décès en 391
- Parménien, évêque donatiste de Carthage.